# Exechia subcornuta
Exechia subcornuta är en tvåvingeart som beskrevs av Zaitzev 1996. Exechia subcornuta ingår i släktet Exechia och familjen svampmyggor. Inga underarter finns listade i Catalogue of Life.